# Анастасиева къща (Лерин)
 Тази статия е за къщата в Лерин.  За къщата в Бер вижте Анастасиева къща (Бер).  
Анастасиевата къща (на гръцки: Οικία Αναστασίου) е къща в град Лерин, Гърция, обявена за паметник на културата.

## Местоположение
Къщата е разположена във Вароша, на булевард „Елевтерия“ № 35, на десния бряг на Сакулева.

## История
Построена е в началото на XX век. Обявена е за паметник на културата.

## Архитектура
Сградата има забележителни структурни, естетически, морфологични и екологични характеристики, като съчетава традиционни и неокласически елементи и образува традиционна архитектурна единица с други забележителни сгради в района. Тя има художествени метални парапети на балкона и метални конзоли, правоъгълен план с плосък фронт, тристранното разположение на фасадата.